# Goodreads
Goodreads — интернет-портал так называемой «социальной каталогизации». Сайт предоставляет свободный доступ к обширной базе данных книг, аннотаций, различных обзоров. Каждый пользователь может свободно зарегистрироваться сам, зарегистрировать книги, которые будут включены в библиотечный каталог и в перечень рекомендуемой литературы.
У зарегистрированных пользователей есть возможность создания своих групп по интересам, обращаясь к Книге предложений и обсуждений. На протяжении года с момента создания сайта были добавлены более десяти миллионов книг и сайт посетили более 650 000 человек.
К июлю 2012 года, по статистическим данным, сайт посетили около десяти миллионов человек, зарегистрированных на нём. Ежемесячно бывает даже до 20 миллионов посетителей общего плана.
В 2013 году портал был приобретён компанией Amazon.

## История создания сайта
Сайт Goodreads основан в конце 2006 — начале 2007 года Отисом Чендлером, являющимся инженером-программистом и предпринимателем, и Элизабет Чендлер. Цель создания сайта — дать возможность людям находить и пользоваться книгами, которые им необходимы и интересны. Это способствует увеличению интереса к чтению, поскольку возможность найти любимую книгу без продолжительного поиска её на библиотечных полках привлекает всё больше заинтересованных читателей.
На протяжении первого года своего существования компания работала без какой-либо финансовой поддержки. С декабря 2007 года на сайт приходят первые финансовые инвестиции в размере $750 тысяч. В 2009 году Goodreads получает ещё $2 млн. С октября 2010 года Goodreads открыл свой API, что увеличило возможности разработчиков и дало им возможность доступа к своим рейтингам. Сайт Goodreads пользуется также и процентами комиссии от покупок, сделанных пользователями в интернет-магазине.
В 2011 году сайт приобрёл Discovereads, своеобразную программу-книгу рекомендаций и анализа. Она предоставляет возможность использования алгоритма обучения и анализа книг. На основе заданных знаний о том, какие книги предпочитает читатель, каким он отдавал предпочтение ранее, каким отдаёт сегодня, какие книги нравятся людям с похожими вкусами, — происходит персонализированный подбор рекомендуемой литературы. После оценки пользователем десяти книг по пятибалльной шкале начинается подготовка рекомендаций для него.
К ноябрю 2012 года Goodreads вырос до 12 миллионов зарегистрированных пользователей. 395 миллионов книг были размещены на каталогах сайта, создано более 20 000 книжных клубов.

## Особенности сайта Goodreads
Сайт Goodreads нравится пользователям тем, что у них есть возможность добавлять свои любимые книги в свои личные книжные полки. На этом сайте можно достаточно быстро совершить обзор книг, увидеть круг чтения своих друзей, принять участие в дискуссионных клубах и группах, получить рекомендации для будущего чтения.
Каждый пользователь сайта имеет возможность добавить друзей, сформировать свой профиль. В результате он может обозревать книжные полки своих друзей и комментировать их выбор. У пользователей есть возможность создания стандартных книжных полок, в частности, чтение в настоящий момент, чтение в планах и др. Каждый пользователь может сформировать собственные полки для классификации книг пользователей. Он имеет возможность предложить различные тесты, викторины, цитаты, афоризмы, книги, отзывы и прочее.
По желанию пользователи могут получать своевременную рассылку новых изданий. Сайт Goodreads предоставляет возможность общения на форуме, пользования книгообменом и литературным пабом.
Сайт Goodreads содержит специальные разделы для размещения предложений авторов с целью продвижения их работ. Многие из авторов используют сайт в качестве рекламы своих произведений.
Доступ к сайту Goodreads возможен также с профилей на Twitter, Pinterest, Facebook.

## Планы
Основатели постоянно совершенствуют свой сайт. В их планы на ближайшее время входит предоставление пользователям больше возможностей в обновлении своих профилей, возможностей общения с пользователями социальных сетей, создание совместных с ними книжных клубов.

## Goodreads Choice Awards
Эта награда является ежегодной. Впервые она была опробована на портале Goodreads ещё в 2009 году. Каждый пользователь имеет возможность отдать предпочтение книге, выпущенной в этом году. Таким образом определяются десятки лучших книг из двадцати категорий.

### Победители
| Категория                                              | 2009                                                        | 2010                                                     | 2011                                                                                              | 2012                                                                                 | 2013                                                                        | 2014                                                                | 2015                                                                                | 2016                                                                            | 2017 | 2018                                                                              | 2019                                                                                    |
| ------------------------------------------------------ | ----------------------------------------------------------- | -------------------------------------------------------- | ------------------------------------------------------------------------------------------------- | ------------------------------------------------------------------------------------ | --------------------------------------------------------------------------- | ------------------------------------------------------------------- | ----------------------------------------------------------------------------------- | ------------------------------------------------------------------------------- | --- | --------------------------------------------------------------------------------- | --------------------------------------------------------------------------------------- |
| Best Book (All Time Favorite)                          | «И вспыхнет пламя» Сьюзен Коллинз                           | «Сойка-пересмешница» Сьюзен Коллинз                      | «Дивергент» Вероника Рот                                                                          |                                                                                      |                                                                             |                                                                     |                                                                                     |                                                                                 | |                                                                                   |                                                                                         |
| Best Fiction                                           | «Прислуга» Кэтрин Стокетт                                   | «Комната» Эмма Донахью                                   | 1Q84 Харуки Мураками                                                                              | «Случайная вакансия» Джоан Роулинг                                                   | «И эхо летит по горам» Халед Хоссейни                                       | «Звонок в прошлое» Рейнбоу Рауэлл                                   | «Пойди, поставь сторожа» Харпер Ли                                                  | «Верные, безумные, виновные» Лиана Мориарти                                     | «Повсюду огоньки» Селесте Инг                                                                             | «Все та же я» Джоджо Мойес                                                        | «Заветы» Маргарет Этвуд                                                                 |
| Best Non-fiction                                       | «Колумбайн» Дэйв Каллен                                     | «Бессмертная жизнь Генриетты Лакс» Ребекка Склут         | «Чудаки унаследуют Землю» Александр Роббинс                                                       | «Тихоня: сила интровертов в мире, который не может умолкнуть» Сьюзан Кейн            | «Аутичный мозг: размышления о спектре аутизма» Тэмпл Грандин и Ричард Панек | «Противостояние одиночеству» Марина Киган                           | «Современный роман: исследование» Азис Ансари и Эрик Клинберг                       | «Гамильтон: революция» Лин-Мануэль Миранда и Джереми Маккартер                  | «Как стать босявым: путеводитель по жизни покорителя» Лилли Сингх                                         | «Я исчезну во тьме. Дело об «Убийце из Золотого штата»» Мишель Макнамара          | «Проснись, милая! Стань той, кем тебе предназначено быть» Рэйчел Холлис                 |
| Best Mystery & Thriller                                | «Девушка, которая играла с огнём» Стиг Ларссон              | «Девушка, которая взрывала воздушные замки» Стиг Ларссон | Smokin' Seventeen Джанет Иванович                                                                 | «Исчезнувшая» Гиллиан Флинн                                                          | «Инферно» Дэн Браун                                                         | «Мистер Мерседес» Стивен Кинг                                       | «Девушка в поезде» Пола Хокинс                                                      | «Пост сдал» Стивен Кинг                                                         | «В тихом омуте» Пола Хокинс                                                                               | «Чужак» Стивен Кинг                                                               | «Безмолвный пациент» Алекс Михаэлидес                                                   |
| Best Fantasy                                           | «Мёртвые и забытые» Шарлин Харрис                           | «Полуночные башни» Роберт Джордан и Брэндон Сандерсон    | «Танец с драконами» Джордж Рэймонд Ричард Мартин                                                  | «Ветер сквозь замочную скважину» Стивен Кинг                                         | «Океан в конце дороги» Нил Гейман                                           | Книга жизни Дебора Харкнесс                                         | «Осторожно, триггеры» Нил Гейман                                                    | Гарри Поттер и Проклятое дитя Джоан Роулинг                                     | Фантастические звери и места их обитания Джоан Роулинг                                                    | «Цирцея» Мадлен Миллер                                                            | Девятый дом Ли Бардуго                                                                  |
| Best Science Fiction                                   | «Левиафан» Скотт Вестерфельд                                | «Корм» Мира Грант                                        | «11/22/63» Стивен Кинг                                                                            | «Бесконечная земля» Терри Пратчетт и Стивен Бакстер                                  | «Беззумный Аддам» Маргарет Этвуд                                            | «Марсианин» Энди Вейер                                              | «Золотой сын» Пирс Браун                                                            | «Утренняя звезда» Пирс Браун                                                    | «Артемида» Энди Вейер                                                                                     | «Месть» Виктория Шваб                                                             | «Возвращение» Блейк Крауч                                                               |
| Best Chick Lit                                         | Последняя песня Николас Спаркс                              |                                                          |                                                                                                   |                                                                                      |                                                                             |                                                                     |                                                                                     |                                                                                 | |                                                                                   |                                                                                         |
| Best Romance                                           | «Эхо прошлого» Диана Гэблдон                                | «Мой любовник» Дж. Р. Уорд                               | «Освобождённая возлюбленная» Дж. Р. Уорд                                                          | «Пятьдесят оттенков свободы» Э. Л. Джеймс                                            | «Долгожданный любовник» Дж. Р. Уорд                                         | Написано кровью собственного сердца Диана Гэблдон                   | «Исповедь» Колин Гувер                                                              | «С нами всё кончено» Колин Гувер                                                | «Без заслуг» Колин Гувер                                                                                  | «Коэффициент поцелуя» Хелен Хоанг                                                 | «Красный, белый и королевский синий» Кейси Маккуистон                                   |
| Best Young Adult Fiction                               | «Второй шанс» Сара Дессен                                   | «Прежде чем я упаду» Лорен Оливер                        | «Куда она ушла» Гейл Форман                                                                       | «Виноваты звёзды» Джон Грин                                                          | «Элеонора и Парк» Рейнбоу Рауэлл                                            | ««Мы были лжецами»» Э. Локхарт                                      | «Все радостные места» Дженнифер Нивен                                               | «Соль – к морю» Рута Шепетис                                                    | «Ненависть, которую вы порождаете» Энджи Томас                                                            | Leah on the Offbeat Бекки Алберталли                                              | Five Feet Apart Рэйчел Липпинкотт                                                       |
| Best Young Adult Series                                | «И вспыхнет пламя» Сьюзен Коллинз                           |                                                          |                                                                                                   |                                                                                      |                                                                             |                                                                     |                                                                                     |                                                                                 | |                                                                                   |                                                                                         |
| Best Graphic Novel(& Comics from 2011)                 | «Бэтмен: Что могло случиться с Рыцарем в маске?» Нил Гейман | Сумерки: графическая новелла Стефани Майер               | «Академия вампиров: графическая новелла» Райчел Мид                                               | «Ходячие мертвецы Том. 16: Большой мир» Роберт Киркман                               | «Прекрасные создания» Ками Гарсия, Маргарет Штоль и Кассандра Джин          | «Серенити: листья на ветру Зак Уидон, Фабио Мун и Даниел Дос Сантос | «Сага. Том 4» Брайн Вон и Фиона Степлес                                             | «Взрослость это миф» Сара Андерсен                                              | «Большой мягкий счастливый комочек» Сара Андерсен                                                         | Herding Cats Сара Андерсен                                                        | Pumpkin Heads Рейнбоу Рауэлл и Фейт Эрин Хикс                                           |
| Best Children's (& Middle Grade from 2010)             | «Дневник слабака: собачьи дни» Джефф Кинни                  | «Дневник слабака: уродливая правда» Джефф Кинни          | «Сын Нептуна» Рик Риордан                                                                         | «Герои Олимпа. Метка Афины» Рик Риордан                                              | «Герои Олимпа. Дом Аида» Рик Риордан                                        | «Герои Олимпа. Кровь Олимпа» Рик Риордан                            | «Меч лета» Рик Риордан                                                              | «Испытания Аполлона» Рик Риордан                                                | «Корабль смерти» Рик Риордан                                                                              | «Испытания Аполлона. Горящий лабиринт» Рик Риордан                                | «Испытания Аполлона. Гробница тирана» Рик Риордан                                       |
| Best Picture Book                                      | «Черничная девочка» Нил Гейман                              | «Это книга» Lane Smith                                   | «Когда я вырос» Странный Эл Янкович                                                               | «Оливия и волшебные принцессы» Ян Фальконер                                          | «День когда убежали карандаши» Дрю Дэйуолт и Оливер Джефферс                | «Голубю нужна ванная! (Мне нет!)» Мо Виллемс                        | «День когда карандаши вернулись домой» Дрю Дэйуолт и Оливер Джефферс                | «Благодарная книга» Мо Виллемс                                                  | «Мы все чудо» Ракель Паласио                                                                              | I Am Enough Грейс Байерс                                                          | A Beautiful Day in the Neighborhood Фред Роджерс и Люк Флауэрс                          |
| Best Paranormal Fantasy                                |                                                             | «Мёртвый в семье» Шарлин Харрис                          | «Лихорадка теней» Карен Мари Монинг                                                               | «Ночная тень» Дебора Харкнесс                                                        | «Холодные деньки» Джим Батчер                                               |                                                                     |                                                                                     |                                                                                 | |                                                                                   |                                                                                         |
| Best Historical Fiction                                |                                                             | Падение гигантов Кен Фоллетт                             | Парижская жена Пола Маклейн                                                                       | Свет между океанами М. Л. Стедман                                                    | Жизнь после жизни Кейт Аткинсон                                             | Весь невидимый нам свет Энтони Дорр                                 | «Соловей» Кристина Ханна                                                            | «Подземная железная дорога» Колсон Уайтхед                                      | «Прежде чем мы стали вашими» Лиза Уингейт                                                                 | «С жизнью наедине» Кристин Ханна                                                  | «Дейзи Джонс и Шестёрка» Тейлор Дженкинс Рейд                                           |
| Best Poetry                                            |                                                             | «Приходите все ваши призраки» Мэттью Запрудер            | «Гороскопы смерти» Билли Коллинз                                                                  | «Тысячи утр» Мэри Оливер                                                             | «Падение Артура» Джон Рональд Руэл Толкин                                   | «Колыбельные» Ланг Лив                                              | «Собаки которых я поцеловала» Триста Мэтер                                          | «Принцесса спасает себя в этом» Аманда Лавлейс                                  | «Солнце и её цветы» Рупи Каур                                                                             | «Здесь ведьму не сжигают» Аманда Лавлейс                                          | Shout Лори Холс Андерсон                                                                |
| Best History & Biography                               |                                                             | «Тюдоры» Джеральд Мейер                                  | «Стив Джобс» Уолтер Айзексон                                                                      |                                                                                      | «Джим Хенсон: биография» Брайн Джей Джонс                                   | «Сёстры Романовы» Хелен Раппапорт                                   | «Мёртвый след: последний вояж „Лузитании“» Эрик Ларсон                              | «Леонард: моя пятидесятилетняя дружба с примечательным человеком» Уильям Шетнер | «Радиационные девушки: тёмная история блестящих женщин Америки» Кейт Мур                                  | The Good Neighbor: The Life and Work of Fred Rogers Максвелл Кинг                 | «Пять» Хэлли Рубенгольд                                                                 |
| Best Memoir & Autobiography                            |                                                             | «Невыносимая лёгкость» Порша де Росси                    | «Два поцелуя для Мэдди: воспоминание об утрате и любви» Мэттью Лоджелин                           | Дикая. Опасное путешествие как способ обрести себя Шерил Стрэйд                      | Я — Малала Малала Юсуфзай                                                   | «Звезда которая не погаснет» Эстер Эрл                              | Работа в процессе Коннор Франта                                                     | «Когда дыхание становится воздухом» Пол Каланити                                | «Что произошло» Хиллари Клинтон                                                                           | «Ученица» Тара Уэстовер                                                           | Over the Top Джонатан Ван Несс                                                          |
| Best Humor                                             |                                                             | «Ударь меня: любовная история» Кристофер Мур             | Bossypants Тина Фей                                                                               | «Давайте притворимся, что это никогда не случалось» Дженни Лоусон                    | Гипербола с половиной Элли Брош                                             | «Да, пожалуйста» Эми Полер                                          | «Почему не меня?» Минди Калинг                                                      | «Девушка с татуировкой пониже спины» Эми Шумер                                  | «Говоря так же быстро, как я: от девочек Гилмора до девочек Гилмора (и всё что в промежутке)» Лорен Грэм  | «Последний чёрный единорог» Тиффани Хэддиш                                        | Dear Girls Эли Вонг                                                                     |
| Best Young Adult Fantasy (& Science Fiction from 2011) |                                                             | «Сойка-пересмешница» Сьюзен Коллинз                      | «Дивергент» Вероника Рот                                                                          | «Инсургент» Вероника Рот                                                             | «Эллигент» Вероника Рот                                                     | «Город небесного огня» Кассандра Клэр                               | «Королева теней» Сара Маас                                                          | «Королевство тумана и ярости» Сара Маас                                         | «Королевство крыльев и руин» Сара Маас                                                                    | «Королевство пепла» Сара Маас                                                     | «Злой король» Холли Блэк                                                                |
| Best (Goodreads) Debut Author                          |                                                             | Ребекка Склут («Бессмертная жизнь Генриетты Лэйкс»)      |                                                                                                   |                                                                                      | Эмма Чейз («Запутанный»)                                                    | Пирс Браун («Алое восстание»)                                       | Виктория Авеярд (Red Queen)                                                         | Алвин Гамильтон («Повстанцы песков»)                                            | Энджи Томас («Ненависть, которую вы порождаете»)                                                          | Томи Адейеми («Дети крови и костей»)                                              | Кейси Маккуистон («Красный, белый и королевский синий»)                                 |
| Best Cover Art                                         |                                                             | «Обречённые» Лорен Кейт                                  |                                                                                                   |                                                                                      |                                                                             |                                                                     |                                                                                     |                                                                                 | |                                                                                   |                                                                                         |
| Best Horror                                            |                                                             |                                                          | «Могильщик» Мелисса Марр                                                                          | «Двенадцать» Джастин Кронин                                                          | «Доктор Сон» Стивен Кинг                                                    | «Принц Лестат» Энн Райс                                             | Святой Томас Дин Кунц                                                               | «Пожарный» Джо Хилл                                                             | «Спящие красавицы» Стивен Кинг и Оуэн Кинг                                                                | «На подъёме» Стивен Кинг                                                          | «Институт» Стивен Кинг                                                                  |
| Best Food & Cooking                                    |                                                             |                                                          | «Дочь моего отца» Гвинет Пэлтроу                                                                  | «Готовит женщина-первопроходец: рецепты от случайно деревенской девушки» Ри Драммонд | «Текила-пересмешник: коктейли с литературным твистом» Тим Федерле           | «Поставь это во главу угла: рецепты босоногой графини» Айна Гартен  | «Готовит женщина-первопроходец: пора ужинать» Ри Драммонд                           | «Страстные стремления» Крисси Тейген                                            | «Готовит женщина-первопроходец: прийти и сделать это!» Ри Драммонд                                        | Cravings: Hungry for More Крисси Тейген и Адина Зусман                            | Antoni in the Kitchen Энтони Поровски                                                   |
| Best Travel & Outdoors                                 |                                                             |                                                          | «Маленькие принцы: обещание одного человека принести домой потерянных детей Непала» Конор Греннан |                                                                                      |                                                                             |                                                                     |                                                                                     |                                                                                 | |                                                                                   |                                                                                         |
| Best Goodreads Author                                  |                                                             |                                                          | Кассандра Клэр (Город падших ангелов)                                                             | Вероника Рот («Инсургент»)                                                           |                                                                             |                                                                     |                                                                                     |                                                                                 | |                                                                                   |                                                                                         |
| Best Business                                          |                                                             |                                                          |                                                                                                   |                                                                                      |                                                                             | #Девушкабосс София Амурсо                                           |                                                                                     |                                                                                 | |                                                                                   |                                                                                         |
| Best Science & Technology                              |                                                             |                                                          |                                                                                                   |                                                                                      |                                                                             |                                                                     | «Под поверхностью: киты-убийцы, морской мир и правда чёрном плавнике» Джон Харгроув | «Достаточно ли мы умны, чтобы судить об уме животных?» Франс де Вааль           | Астрофизика с космической скоростью, или Великие тайны вселенной для тех, кому некогда Нил Деграсс Тайсон | The Rise and Fall of the Dinosaurs: A New History of a Lost World Стивен Брусатти | Will My Cat Eat My Eyeballs?: Big Questions from Tiny Mortals About Death Кейтлин Даути |
| Best of the Best                                       |                                                             |                                                          |                                                                                                   |                                                                                      |                                                                             |                                                                     |                                                                                     |                                                                                 | | «Ненависть, которую вы порождаете» Энджи Томас                                    |                                                                                         |

## Критика и споры
Goodreads немало подвергался критике со стороны пользователей по причине размещения на сайте различного рода отзывов и рецензий, которые, в свою очередь были подвергнуты преследованиям и резкой критике. В ответ на все обвинения основатели сайта предоставили вниманию пользователей условия обслуживания своих клиентов.